# کیرستی پیلینگ
کیرستی پیلینگ (انگلیسی: Kirsty Pealling؛ زادهٔ ۱۴ آوریل ۱۹۷۵) یک بازیکن فوتبال است.
وی سابقه بازی در تیم ملی بانوان انگلیس را دارد.